# Len Mattiace
Len Mattiace, né le 15 octobre 1967 à Mineola dans l'État de New York, est un golfeur américain.
Il a remporté deux épreuves du PGA Tour en 2002, le Nissan Open à Pacific Palisades et le FedEx St. Jude Classic à Memphis.